# TFAP4
TFAP4‏ (Transcription factor AP-4) هوَ بروتين يُشَفر بواسطة جين TFAP4 في الإنسان.